# 빙엄 플라스틱

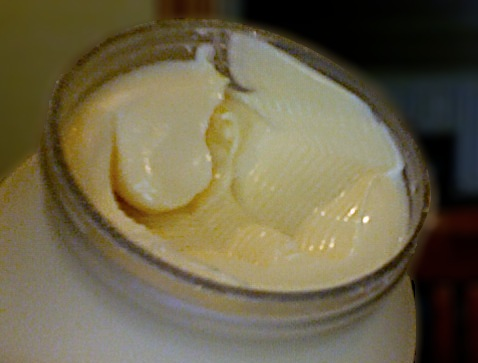
마요네즈는 빙엄 플라스틱이다. 빙엄 플라스틱은 낮은 층밀림 변형력 하에서 고체를 모방하기 때문에 표면에 능선과 봉우리가 있다.

재료 과학에서 빙엄 플라스틱(Bingham plastic)은 낮은 변형력에서는 강체처럼 동작하지만 높은 응력에서는 점성 유체로 흐르는 점소성(viscoplastic) 재료이다. 이는 수학적 형식을 제안한 유진 빙엄(Eugene C. Bingham)의 이름을 따서 명명되었다.
이는 시추 공학(drilling engineering) 및 슬러리 처리에서 진흙(drilling mud) 흐름의 일반적인 수학적 모형으로 사용된다. 일반적인 예로는 치약이 있는데, 이는 튜브에 특정 압력이 가해질 때까지 압출되지 않는다. 그런 다음 상대적으로 일관된 플러그로 밀려 나온다.

## 설명

그림 1. 빙엄이 설명한 빙엄 플라스틱 흐름

그림 1은 예를 들어 파이프에서 빨간색으로 표시된 일반적인 점성(또는 뉴턴) 유체의 거동을 그래프로 보여준다. 파이프 한쪽 끝의 압력이 증가하면 유체를 움직이게 하는 경향이 있는 유체에 변형력(층밀림 변형력이라고 함)이 발생하고 체적 유량(volumetric flow rate)이 이에 비례하여 증가한다. 그러나 빙엄 플라스틱 유체(파란색)의 경우 변형력이 가해질 수 있지만 특정 값인 항복 변형력(yield stress)에 도달할 때까지는 흐르지 않는다. 이 지점을 넘어서면 층밀림 변형력이 증가함에 따라 유속이 꾸준히 증가한다. 이것은 빙엄이 페인트에 대한 실험적 연구에서 자신의 관찰을 제시한 방식과 대략 같다. 이러한 특성 덕분에 빙엄 플라스틱은 뉴턴 유체처럼 특징이 없는 표면 대신에 봉우리와 능선이 있는 질감 있는 표면을 가질 수 있다.

그림 2. 현재 설명된 빙엄 플라스틱 흐름

그림 2는 현재 일반적으로 표시되는 방식을 보여준다. 그래프는 수직 축에 층밀림 변형력을, 수평 축에 층밀림 비율을 표시한다. (체적유량은 파이프의 크기에 따라 달라지며, 층밀림 비율은 거리에 따라 속도가 어떻게 변하는지를 측정한 값이다. 이는 유속에 비례하지만 파이프 크기에는 의존하지 않는다.) 이전과 마찬가지로 뉴턴 유체가 흐르고 유한한 층밀림 변형력 값에 대한 층밀림 비율을 제공한다. 그러나 빙엄 플라스틱은 특정 변형력이 달성될 때까지 층밀림 비율(유동이 없으므로 속도도 없음)을 나타내지 않는다. 뉴턴 유체의 경우 이 선의 기울기는 점도이며, 점도는 흐름을 설명하는 데 필요한 유일한 매개변수이다. 대조적으로, 빙엄 플라스틱에는 항복 변형력(yield stress)과 플라스틱 점도(plastic viscosity)로 알려진 선의 기울기라는 두 가지 매개변수가 필요하다.
이러한 행동의 물리적인 이유는 액체에 어떤 종류의 상호 작용이 있는 입자(예: 점토) 또는 큰 분자(예: 중합체)가 포함되어 이전에 가짜 몸체(false body)로 알려진 약한 고체 구조를 생성하고 일정량의 이 구조를 깨려면 변형력이 필요하다. 구조가 파괴되면 입자는 점성력에 따라 액체와 함께 움직인다. 변형력이 제거되면 입자가 다시 결합된다.

## 같이 보기
- 겉보기 점성도
- 층밀림 두꺼워지기
- 파레이어스 효과
- 이력 현상
- 항복 (공학)
- 비뉴턴 유체
- 일반화된 뉴턴 유체